# Finale de la Ligue des champions de l'UEFA 2005-2006
La finale de la Ligue des champions 2006 est la cinquantième finale de la Ligue des champions de l'UEFA. Disputée le 17 mai 2006 au Stade de France de Saint-Denis (France), elle oppose le club espagnol du FC Barcelone au club anglais d'Arsenal qui ont respectivement éliminé en demi-finale l'AC Milan et le Villarreal.

## Parcours des finalistes
Le choix des équipes qualifiées pour la phase de poules de la Ligue des champions, soit directement, soit par le biais de trois tours préliminaires, sont basés sur leur classement lors de la précédente saison de leur ligue domestique et la force relative de la ligue sur la base de son coefficient UEFA.
Les deux équipes, respectivement champion du dernier championnat espagnol et deuxième du dernier championnat anglais, sont entrées dans la compétition directement en phase de groupes.
Les groupes ont été établis sous la forme d'un double tournoi toutes rondes de huit groupes de quatre équipes, les deux premiers de chaque groupes se qualifiant pour les phases éliminatoires. Les matchs de qualification ont été basés sur des matches aller et retour (domicile et extérieur), avec la règle des buts marqués à l'extérieur, ainsi que le temps supplémentaires en cas d'égalité et les tirs au but si nécessaire.
| Équipe        | Joué | V | N | D | BP | BC | Diff | Pts |
| ------------- | ---- | - | - | - | -- | -- | ---- | --- |
| FC Barcelone  | 6    | 5 | 1 | 0 | 16 | 2  | +14  | 16  |
| Werder Brême  | 6    | 2 | 1 | 3 | 12 | 12 | 0    | 7   |
| Udinese       | 6    | 2 | 1 | 3 | 10 | 12 | -2   | 7   |
| Panathinaïkos | 6    | 1 | 1 | 4 | 4  | 16 | -12  | 4   |

| Équipe         | Joué | V | N | D | BP | BC | Diff | Pts |
| -------------- | ---- | - | - | - | -- | -- | ---- | --- |
| Arsenal        | 6    | 5 | 1 | 0 | 10 | 2  | +8   | 16  |
| Ajax Amsterdam | 6    | 3 | 2 | 1 | 10 | 6  | +4   | 11  |
| FC Thoune      | 6    | 1 | 1 | 4 | 4  | 9  | -5   | 4   |
| Sparta Prague  | 6    | 0 | 2 | 4 | 2  | 9  | -7   | 2   |

## Feuille de match
| Finale                     | FC Barcelone                                                                | 2 – 1   | Arsenal FC                        | Stade de France, Saint-Denis                 |                                              |
| 17 mai 2006 20 h 45 (HAEC) | ( Henrik Larsson) Samuel Eto'o 76e · ( Henrik Larsson) Juliano Belletti 81e | (0 – 1) | 37e Sol Campbell (Thierry Henry ) | Spectateurs : 79 500 Arbitrage : Terje Hauge | Spectateurs : 79 500 Arbitrage : Terje Hauge |
| 17 mai 2006 20 h 45 (HAEC) | Rapport                                                                     |         |                                   | Spectateurs : 79 500 Arbitrage : Terje Hauge | Spectateurs : 79 500 Arbitrage : Terje Hauge |

| Barcelone | Arsenal |

| BARCELONE :    |    |                           |       |     |
|                |    |                           |       |     |
| G              | 1  | Víctor Valdés             |       |     |
| D              | 23 | Oleguer                   | 69e   | 71e |
| D              | 4  | Rafael Márquez            |       |     |
| D              | 5  | Carles Puyol              |       |     |
| M              | 12 | Giovanni van Bronckhorst0 |       |     |
| M              | 15 | Edmílson                  |       | 46e |
| M              | 20 | Deco                      |       |     |
| M              | 17 | Mark van Bommel           |       | 61e |
| M              | 8  | Ludovic Giuly             |       |     |
| M              | 10 | Ronaldinho                |       |     |
| A              | 9  | Samuel Eto'o              |       |     |
|                |    |                           |       |     |
| Remplaçants :  |    |                           |       |     |
| G              | 25 | Albert Jorquera           |       |     |
| D              | 2  | Juliano Belletti          |       | 71e |
| D              | 16 | Sylvinho                  |       |     |
| M              | 3  | Thiago Motta              |       |     |
| M              | 6  | Xavi                      |       |     |
| M              | 24 | Andrés Iniesta            |       | 46e |
| A              | 7  | Henrik Larsson            | 90+3e | 61e |
|                |    |                           |       |     |
| Entraîneur :   |    |                           |       |     |
| Frank Rijkaard |    |                           |       |     |

| ARSENAL :     |    |                     |     |     |
|               |    |                     |     |     |
| G             | 1  | Jens Lehmann        | 18e |     |
| D             | 27 | Emmanuel Eboué      | 22e |     |
| D             | 28 | Kolo Touré          |     |     |
| D             | 23 | Sol Campbell        |     |     |
| D             | 3  | Ashley Cole         |     |     |
| M             | 7  | Robert Pirès        |     | 18e |
| M             | 19 | Gilberto Silva      |     |     |
| M             | 15 | Cesc Fàbregas       |     | 74e |
| M             | 13 | Aliaksandr Hleb     |     | 85e |
| A             | 8  | Fredrik Ljungberg   |     |     |
| A             | 14 | Thierry Henry       | 51e |     |
|               |    |                     |     |     |
| Remplaçants : |    |                     |     |     |
| G             | 24 | Manuel Almunia      |     | 18e |
| D             | 20 | Philippe Senderos   |     |     |
| D             | 22 | Gaël Clichy         |     |     |
| M             | 16 | Mathieu Flamini     |     | 74e |
| A             | 9  | José Antonio Reyes0 |     | 85e |
| A             | 10 | Dennis Bergkamp     |     |     |
| A             | 11 | Robin van Persie    |     |     |
|               |    |                     |     |     |
| Entraîneur :  |    |                     |     |     |
| Arsène Wenger |    |                     |     |     |